# Knipolegus poecilurus
La viudita colirrufa (Knipolegus poecilurus), también denominada atrapamoscas ojirrojo (en Colombia), atrapamoscas remoloncito o viudita de las serranías (en Venezuela), viudita de cola rufa (en Perú) o viudita colicolorada (en Ecuador), es una especie de ave paseriforme de la familia Tyrannidae perteneciente al género Knipolegus. Es nativa de América del Sur, en regiones andinas del noroeste y oeste, y en los tepuyes del norte.

## Distribución y hábitat
Se distribuye en áreas disjuntas; en los tepuyes del sur de Venezuela y adyacencias de Guyana y del extremo norte de Brasil; en la cordillera de la Costa del norte de Venezuela; en la Serranía del Perijá y a lo largo de la cordillera de los Andes desde el noroeste de Venezuela, por Colombia, Ecuador, Perú, hasta el centro oeste de Bolivia.
Esta especie es considerada poco común y local en sus hábitats naturales: los bordes de selvas húmedas montanas y claros arbustivos, crecimientos secundarios, pastajes con árboles dispersos, y laderas con pastizales y algunos arbustos; también en crecimientos secundarios enanos dominados por melastomas, en suelos arenosos blancos; en altitudes entre 900 y 2200 m.

## Sistemática

### Descripción original
La especie K. poecilurus fue descrita por primera vez por el zoólogo británico Philip Lutley Sclater en 1862 bajo el nombre científico Empidochanes poecilurus; su localidad tipo es: «Nova Granada int. = interior de Colombia».

### Etimología
El nombre genérico masculino «Knipolegus» se compone de las palabras del griego «knips, knipos» que significa ‘insecto’, y «legō» que significa ‘agarrar’, ‘capturar’; y el nombre de la especie «poecilurus», se compone de las palabras del griego «poikilos» que significa ‘punteado, manchado’, y «ouros» que significa ‘de cola’.

### Taxonomía
Anteriormente estuvo colocada en el género Cnemotriccus o en un género monotípico Eumyiobius pero es pariente próxima a los otros miembros del género, a pesar de la falta de dimorfismo sexual marcante en el plumaje. Estudios filogenéticos recientes encontraron que la presente especie está hermanada con Knipolegus poecilocercus. Las subespecies se diferencian pobremente y las variaciones individuales saben ser mayores que entre las subespecies.

### Subespecies
Según las clasificaciones del Congreso Ornitológico Internacional (IOC) y Clements Checklist/eBird se reconocen cinco subespecies, con su correspondiente distribución geográfica:
- Knipolegus poecilurus poecilurus (P.L. Sclater), 1862 – localmente en montañas de Colombia (excepto en la Sierra Nevada de Santa Marta) y extremo noroeste de Venezuela (Serranía del Perijá).
- Knipolegus poecilurus venezuelanus (Hellmayr), 1927 – oeste y norte de Venezuela (Táchira, Mérida, Distrito Federal).
- Knipolegus poecilurus paraquensis Phelps Sr & Phelps Jr, 1949 – Cerro Sipapo (Paraque), en el noroeste de Amazonas (Venezuela).
- Knipolegus poecilurus salvini (P.L. Sclater), 1888 – sur de Venezuela (cerros del centro y sur de Amazonas y sur de Bolívar) y adyacencias del norte de Brasil y oeste de Guyana.
- Knipolegus poecilurus peruanus (Berlepsch & Stolzmann), 1896 – Andes desde el este de Ecuador (oeste de Sucumbíos) hacia el sur de Perú (Puno) y centro de Bolivia (oeste de Santa Cruz).